# Ochmacanthus
Ochmacanthus är ett släkte av fiskar. Ochmacanthus ingår i familjen Trichomycteridae.
Kladogram enligt Catalogue of Life:
| Ochmacanthus | \| \| Ochmacanthus alternus \| \| \| \| \| \| Ochmacanthus batrachostomus \| \| \| \| \| \| Ochmacanthus flabelliferus \| \| \| \| \| \| Ochmacanthus orinoco \| \| \| \| \| \| Ochmacanthus reinhardtii \| \| \| \| |
|              | \| \| Ochmacanthus alternus \| \| \| \| \| \| Ochmacanthus batrachostomus \| \| \| \| \| \| Ochmacanthus flabelliferus \| \| \| \| \| \| Ochmacanthus orinoco \| \| \| \| \| \| Ochmacanthus reinhardtii \| \| \| \| |
|              | Ochmacanthus alternus |
|              | |
|              | Ochmacanthus batrachostomus |
|              | |
|              | Ochmacanthus flabelliferus |
|              | |
|              | Ochmacanthus orinoco |
|              | |
|              | Ochmacanthus reinhardtii |
|              | |